# 팻 크롤리
팻 크롤리(Pat Crowley, 1933년 9월 17일 ~ )는 미국의 배우이다.

## 영화
- 0011 나폴레옹 솔로 - 구사일생